# Stiphidion facetum
Stiphidion facetum là một loài nhện trong họ Stiphidiidae.
Loài này thuộc chi Stiphidion. Stiphidion facetum được Eugène Simon miêu tả năm 1902.

## Hình ảnh

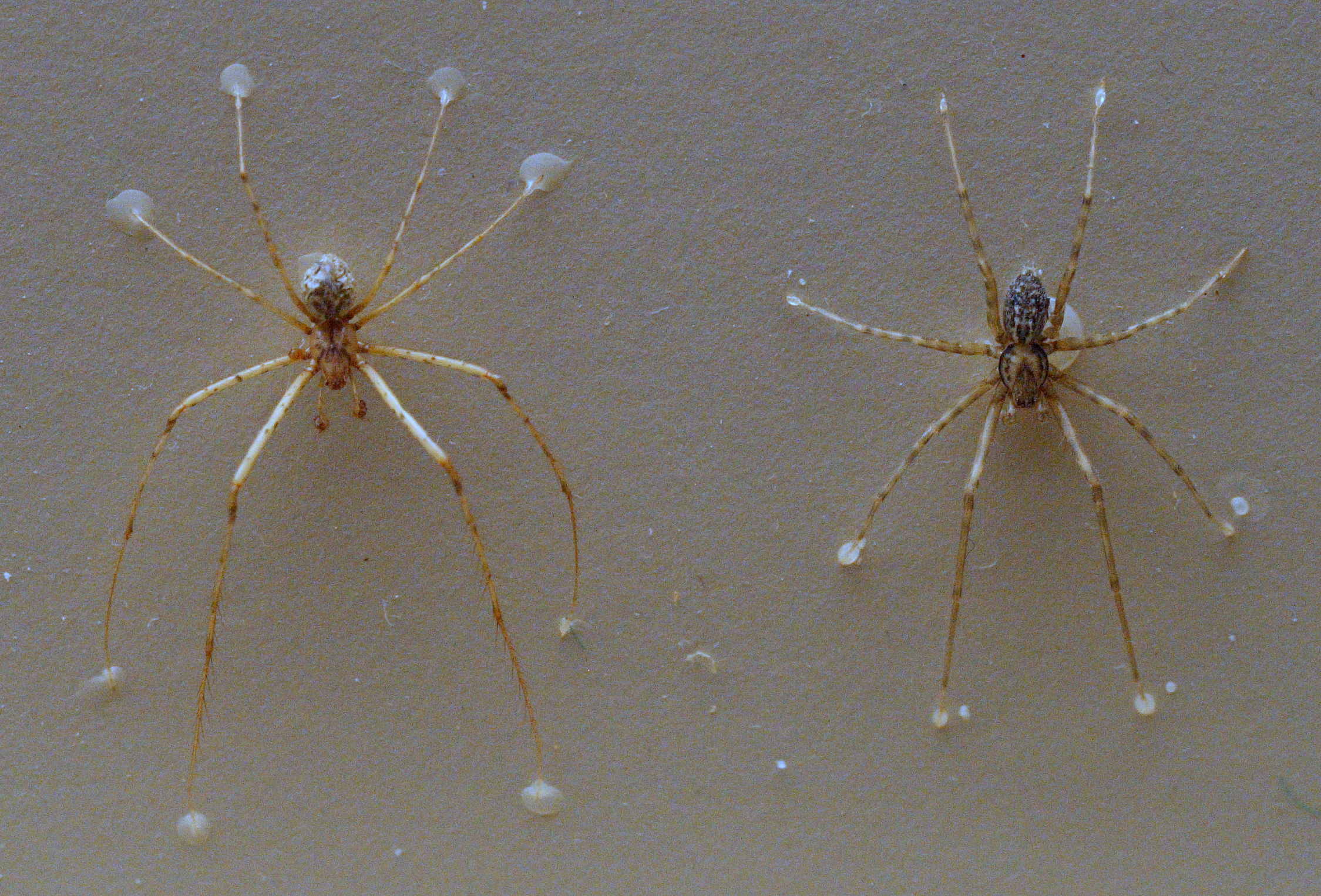
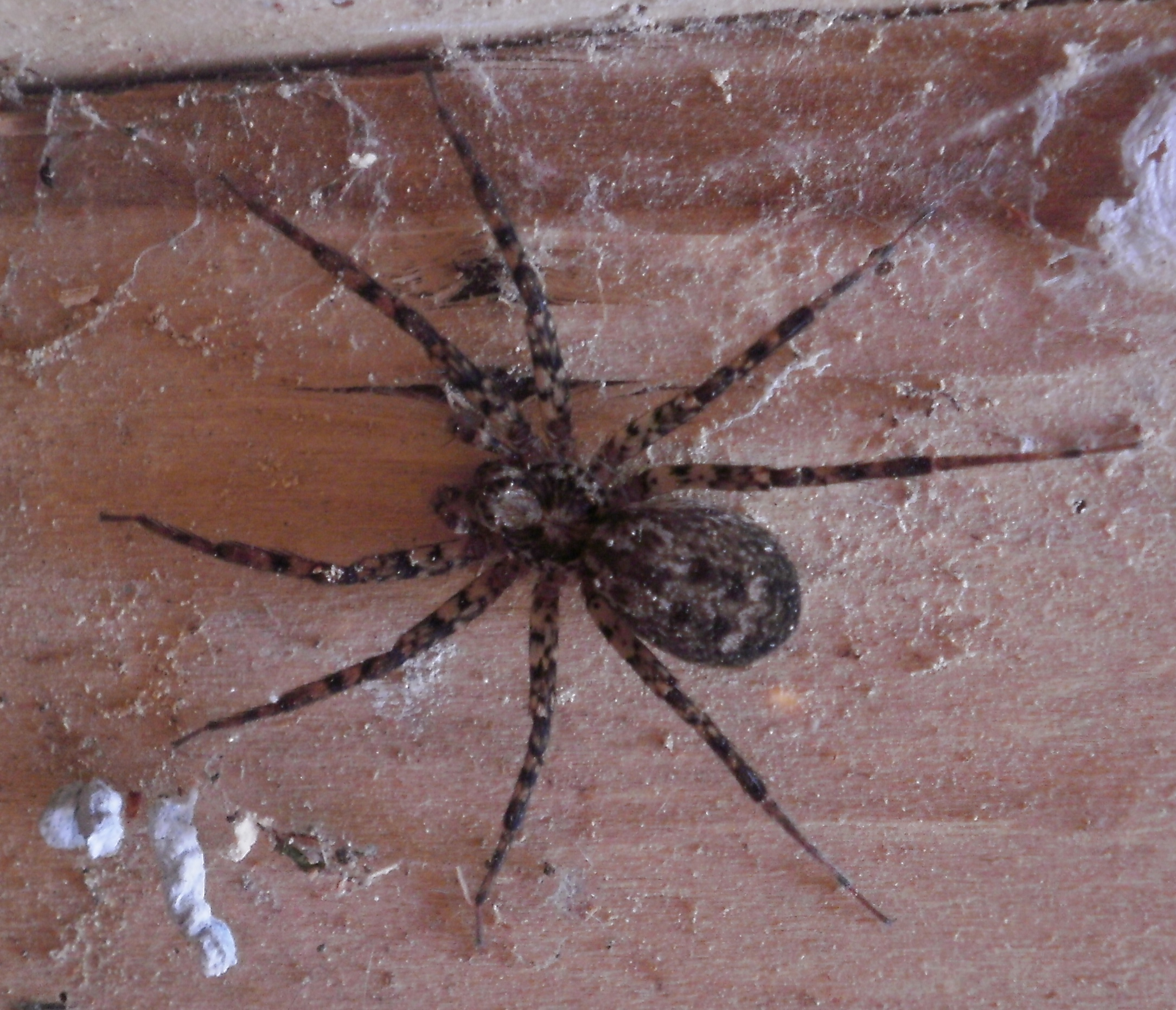